# Marikoppa, Honnali
Marikoppa là một làng thuộc tehsil Honnali, huyện Davanagere, bang Karnataka, Ấn Độ.